# Sterilizacija (mikrobiologija)
Sterilizacija je postopek, s katerim se vsi mikroorganizmi in njihove spore popolnoma uničijo ali odstranijo s predmetov, instrumentov in materialov do te mere, da jih ni mogoče dokazati na običajnih gojiščih. Obstajajo različni pristopi, kot so uporaba toplote, kemičnih snovi, ionizirajočega sevanja, visokega tlaka ali filtrov, mogoče jih je tudi kombinirati. Po sterilizaciji je predmet ali površina sterilna oz. aseptična.
Po popolnem uničenju mikroorganizmov se sterilizacija razlikuje od dezinfekcije, pasterizacije in podobnih postopkov, ki le močno zmanjšajo število mikroorganizmov.